# John Verrall
John Verrall   (Britt, 17 de juny de 1908 - Laurelhurst, 15 d'abril de 2001) va ser un compositor estatunidenc de música clàssica contemporània.

## Biografia
Abans dels seus estudis universitaris, Verrall va estudiar composició amb Donald Ferguson, seguit per estudis amb R. O. Morris a Londres i Zoltán Kodály a Budapest. Va obtenir un títol de BM a la "Minneapolis School of Music" el 1929 i un BA a la Universitat de Minnesota el 1934. A principis dels anys 30 va passar diversos estius al "Berkshire Music Center" de Tanglewood, on va estudiar composició amb Aaron Copland, Roy Harris i Frederick Jacobi. Va ensenyar a la Universitat Hamline del 1934 al 1942 i al "Mount Holyoke College" del 1942 al 1946, període durant el qual va servir breument a l'exèrcit dels Estats Units durant l'era de la Segona Guerra Mundial. Mentre feia classes al "Mount Holyoke College", Verall també va treballar com a editor de música per a G. Schirmer. El 1946 va rebre una beca Guggenheim. El 1948 es va incorporar a la facultat de música de la Universitat de Washington, on va ensenyar composició i teoria musical fins que es va retirar com a professor emèrit el 1973. Diversos estudiants de Verrall han tingut èxit en carreres professionals, com William Bolcom, Alan Stout, i Gloria Wilson Swisher.

## Composicions
Verrall va escriure nombroses obres simfòniques i peces de música de cambra, incloses quatre simfonies, set quartets de corda, un concert per a violí i un concert per a viola, entre moltes altres obres. També va escriure diverses cançons d'art vocal, obres corals i tres òperes.

## Vida personal
La seva dona es deia Margaret. Va morir d'insuficiència cardíaca congestiva a casa seva a Laurelhurst, Seattle, Washington, a l'edat de 92 anys. Els documents de John Verrall estan en mans del departament de col·leccions especials de les biblioteques de la Universitat de Washington.